# Nesophanes
Nesophanes is een kevergeslacht uit de familie van de boktorren (Cerambycidae). De wetenschappelijke naam van het geslacht werd voor het eerst geldig gepubliceerd in 1967 door Chemsak.

## Soorten
Nesophanes is monotypisch en omvat slechts de volgende soort:
- Nesophanes fulgidum Chemsak, 1967